# まんが日本史 (NHK)
まんが日本史（ -にほんし）は、1992年4月6日から1993年3月8日までNHK教育テレビの「6時だ!ETV」枠で月曜日に放送された教育番組である。

## 概要
2～5週ごとに一人の歴史の人物をアニメ形式で伝える。取り上げられたのは弥生時代～江戸時代までである。また、歴史の人物に扮したゲストも登場した。夏休み中は、通常と異なる番組構成を行う。主人公一人ごとに異なるキャラクターデザインを行い、その中には卑弥呼の回の原案を担当した吉田戦車、聖徳太子の回を担当した中川いさみなど。
放送ライブラリーでは第1回が公開

## 出演者

### 司会
- 日本史研究所 所長 - ラサール石井[2]
- 助手 - 岩井小百合[2]

### 研究生
- 吉浦直美[2]
- 安達祐実[2]
- 杉山裕紀[2]
- 村山真夏[2]
- 根本卓哉[2]
- 長野哲郎[2]
- 星野真理（現・星野真里）

## 主題歌
オープニングテーマ「Twist of the World」
作詞・作曲 - 石野卓球 / 歌 - 電気グルーヴ
この番組用に書き下ろした歌詞違いバージョンであった。このバージョンの正式な音源はリリースされていない。彼らがレギュラー出演した『電気グルーヴのオールナイトニッポン』で放送された。
エンディングテーマ「歴史音頭」
歌 - 河内家菊水丸
各放送回に登場した事件の年号覚えの歌を歌う。
最終回は1年の総まとめとして取り上げた内容を時代ごとに5つに分けた年号覚えの歌（今までのエンディングとは別の曲で歌は岩井小百合が担当）を放送した。

## 取り上げられた人物
- 織田信長
- 源頼朝・源義経
- 卑弥呼
- 聖徳太子
- 空海
- 紫式部・清少納言
- 豊臣秀吉
- 平賀源内

## 各話リスト
1. 豊臣秀吉 第1週（1992年4月6日）[2]
2. 豊臣秀吉 第2週（1992年4月13日）
3. 豊臣秀吉 第3週（1992年4月20日）
4. 豊臣秀吉 第4週（1992年4月27日）
5. 源義経 第1週（1992年5月4日）
6. 源義経 第2週（1992年5月11日）
7. 源義経 第3週（1992年5月18日）
8. 源義経 第4週（1992年5月25日）
9. 卑弥呼 第1週（1992年6月1日）
10. 卑弥呼 第2週（1992年6月8日）
11. 聖徳太子 第1週（1992年6月15日）
12. 聖徳太子 第2週（1992年6月22日）
13. 聖徳太子 第3週（1992年6月29日）
14. 聖徳太子 第4週（1992年7月6日）
15. 清少納言と紫式部 第1週（1992年7月13日）
16. 清少納言と紫式部 第2週（1992年7月20日）
17. 資料編 日本の始まり（1992年8月31日）
18. 空海 第1週（1992年9月7日）
19. 空海 第2週（1992年9月14日）
20. 空海 第3週（1992年9月21日）
21. 雪舟 第1週（1992年9月28日）
22. 雪舟 第2週（1992年10月5日）
23. ザビエル 第1週（1992年10月12日）
24. ザビエル 第2週（1992年10月19日）
25. 平賀源内 第1週（1992年10月26日）
26. 平賀源内 第2週（1992年11月2日）
27. 試験（1992年11月9日）
28. 大和朝廷 第1週（1992年11月16日）
29. 大和朝廷 第2週（1992年11月23日）
30. 奈良時代（1992年11月30日）
31. 平安時代・前編（1992年12月7日）
32. 華やかなり 貴族の世 ～平安時代・後編～（1993年1月11日）
33. 源氏と平家 政権への道（1993年1月18日）
34. 武家政権の誕生 ～鎌倉時代～（1993年1月25日）
35. 伝統文化ここに始まる ～室町時代～（1993年2月1日）
36. 世界の中の日本 ～戦国時代～（1993年2月8日）
37. 天下統一への道 ～信長から秀吉へ～（1993年2月15日）
38. 戦国の覇者 -秀吉と家康-（1993年2月22日）
39. 鎖国が作った日本 ～江戸時代～（1993年3月1日）
40. 年号（1993年3月8日）

## 最終回
最終回は1年の総まとめとして取り上げた内容を時代ごとに5つに分けたものを放送した。各時代の案内役は番組内で登場した人物（声はラサール石井と岩井小百合で交互に）である。
- 古代日本～大化の改新（57年～645年）・・・聖徳太子（声：ラサール石井）
- 壬申の乱～平安時代（672年～1016年）・・・空海（声：岩井小百合）
- 保元の乱～建武の新政（1156年～1333年）・・・源義経（声：ラサール石井）
- 室町時代～戦国時代（1338年～1588年）・・・豊臣秀吉（声：岩井小百合）
  - このパートだけ曲のラストで年代が入れ替わっていた（1588年刀狩→1582年本能寺の変の順）
- 関ヶ原の戦い～大政奉還（1600年～1867年）・・・平賀源内（声：ラサール石井）